# Hymenophyllum tenellum
Hymenophyllum tenellum là một loài thực vật có mạch trong họ Hymenophyllaceae. Loài này được (Jacq.) Kuhn miêu tả khoa học đầu tiên năm 1868.